# Aphis paludicola
Aphis paludicola är en insektsart som beskrevs av Hille Ris Lambers 1959. Aphis paludicola ingår i släktet Aphis och familjen långrörsbladlöss. Inga underarter finns listade i Catalogue of Life.